# Tank (sångare)
Durrell Babbs (mer känd under sitt artistnamn Tank), född 1 januari 1976 är en  amerikansk R&B-sångare, låtskrivare  och producent.

## Diskografi
- 2001 - Force of Nature
- 2002 - One Man
- 2007 - Sex, Love & Pain
- 2010 - Now or Never
- 2012 - This Is How I Feel

## Singlar
- 2000 - Freaky feat. Do or Die
- 2001 - Maybe I Deserve
- 2001 - Slowly
- 2002 - One Man
- 2002 - Let Me Live feat. Mannie Fresh & Jazze Pha
- 2003 - Come Over feat. Aaliyah
- 2003 - Tonite, I'm Yours feat. Lil Zane
- 2005 - I Love Them Girls feat. Lil Wayne
- 2007 - Please Don't Go
- 2007 - Heartbreaker
- 2010 - Sex Music
- 2010 - I Can't Make You Love Me
- 2010 - Emergency
- 2011 - Celebration feat. Drake
- 2011 - Compliments feat Kris Stephens & T.I.
- 2012 - Next Breath
- 2012 - She Don't Put It Down Like You feat. Joe Budden & Lil Wayne

## Som gästartist
- 2003 - Good Enough med Brian McKnight, Joe, Carl Thomas & Tyrese
- 2005 - Let Me See It med Master P, C-Los, Pop, Black, Lil' D, Ruga
- 2005 - Shake What Ya Got med Master P, C-Los, Black, Pop
- 2005 - Hoos Starr med Master P. Lil D, C-Los, Black
- 2007 - The Show med Kelly Rowland
- 2007 - You med Plies
- 2009 - Take My Time med Chris Brown
- 2010 - Tired of Doing Me med Keishya Cole
- 2012 - Special Occasion med Diggy Simmons
- 2012 - Over med Willie Taylor
- 2012 - See No Evil Game & Kendrick Lamar